# Château d'Esvres
Le château d'Esvres est un château situé sur la commune française d'Esvres, dans le département d'Indre-et-Loire.
Construit au XIIIe siècle et réaménagé entre le XVIIIe et le XIXe siècle, ses tours, son enceinte et son colombier sont inscrits au titre des monuments historiques en 1963.

## Localisation

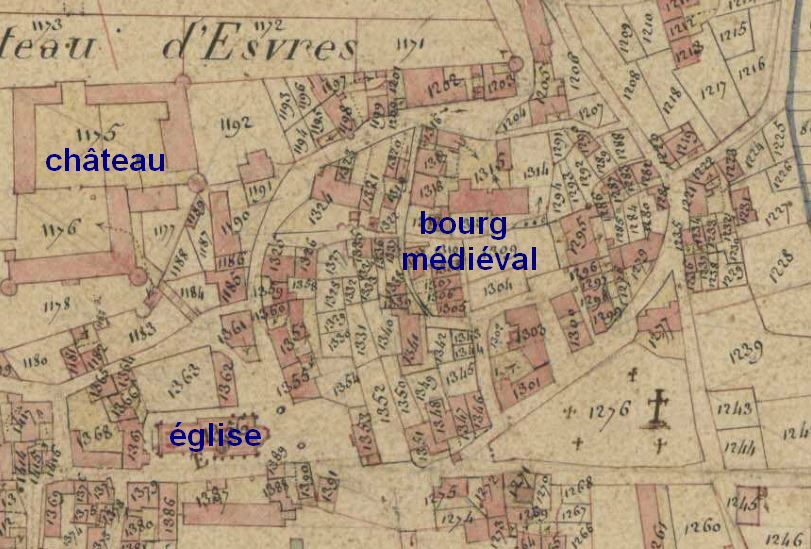
Esvres sur le cadastre napoléonien.

Le château d'Esvres est construit sur le coteau de la rive droite de l'Indre, au-dessus du bourg et de son église. Toutefois, le bourg médiéval, peut-être clos d'une enceinte indépendante de celle du château et dont seule la topographie conserve une trace, ne semble pas devoir être considéré comme la basse-cour d'origine de ce dernier.

## Historique
Ce château fortifié est construit au début du XIIIe siècle à l'initiative de Philippe d'Esvres. Une haute tour carrée, dite « tour de l'Hôtel », est attestée en 1220 mais elle a disparu à l'époque moderne. Le principal corps de logis est reconstruit au XVIIIe siècle en profitant de deux tours d'angle de l'ancienne forteresse et fortement remanié un siècle plus tard ; subsistent pourtant de l'édifice médiéval ces tours rondes qui flanquent les angles sud-est et sud-ouest ainsi que certaines parties de la courtine et des tours qui la défendaient.
C'est en 1768 que la famille Sain de Bois-le-Comte, qui possède déjà un manoir à Esvres depuis 1672, est citée comme propriétaire de la seigneurie d'Esvres, dont le siège se situe au château. Le château est saisi comme bien d'émigré à la Révolution, mais une partie en est certainement rachetée, à une date non précisée, par un membre de famille puisqu'en 1858 Charles Alphonse Sain de Bois-le-Comte s'en défait.
Les tours et les courtines ouest et la tour nord-ouest de l'enceinte, ainsi que les tours du château et sa fuie sont inscrites au titre des monuments historiques depuis le 4 janvier 1963.
Au XXIe siècle, la partie ouest du château abrite un établissement d'enseignement privé. La partie est appartient à un autre propriétaire. De l'autre côté de l'escalier, une partie des communs et le pigeonnier forment un autre lot. Un quatrième propriétaire occupe le reste des communs.

## Architecture et décor
Les deux façades du XIXe siècle, au nord et au sud, sont surmontées chacune d'un fronton triangulaire dont la décoration n'est pas achevée. Les tourelles qui subsistent de la forteresse médiévale sont construites en blocage. La présence d'une bretèche sur l'une d'entre elles, partiellement engagée dans le corps de bâtiment construit postérieurement atteste de la vocation défensive de ces tours.
La porte percée dans la partie occidentale de la courtine est flanquée de pilastres de style Renaissance française, en cohérence avec la période de sa construction (XVIe siècle).
Indépendante des autres bâtiments, une fuie couverte d'un toit conique à lanternon se dresse à l'est du château.
Un escalier de pierre à flanc de coteau sépare le château, dont il longe le mur oriental, de certaines de ses dépendances dont la fuie.

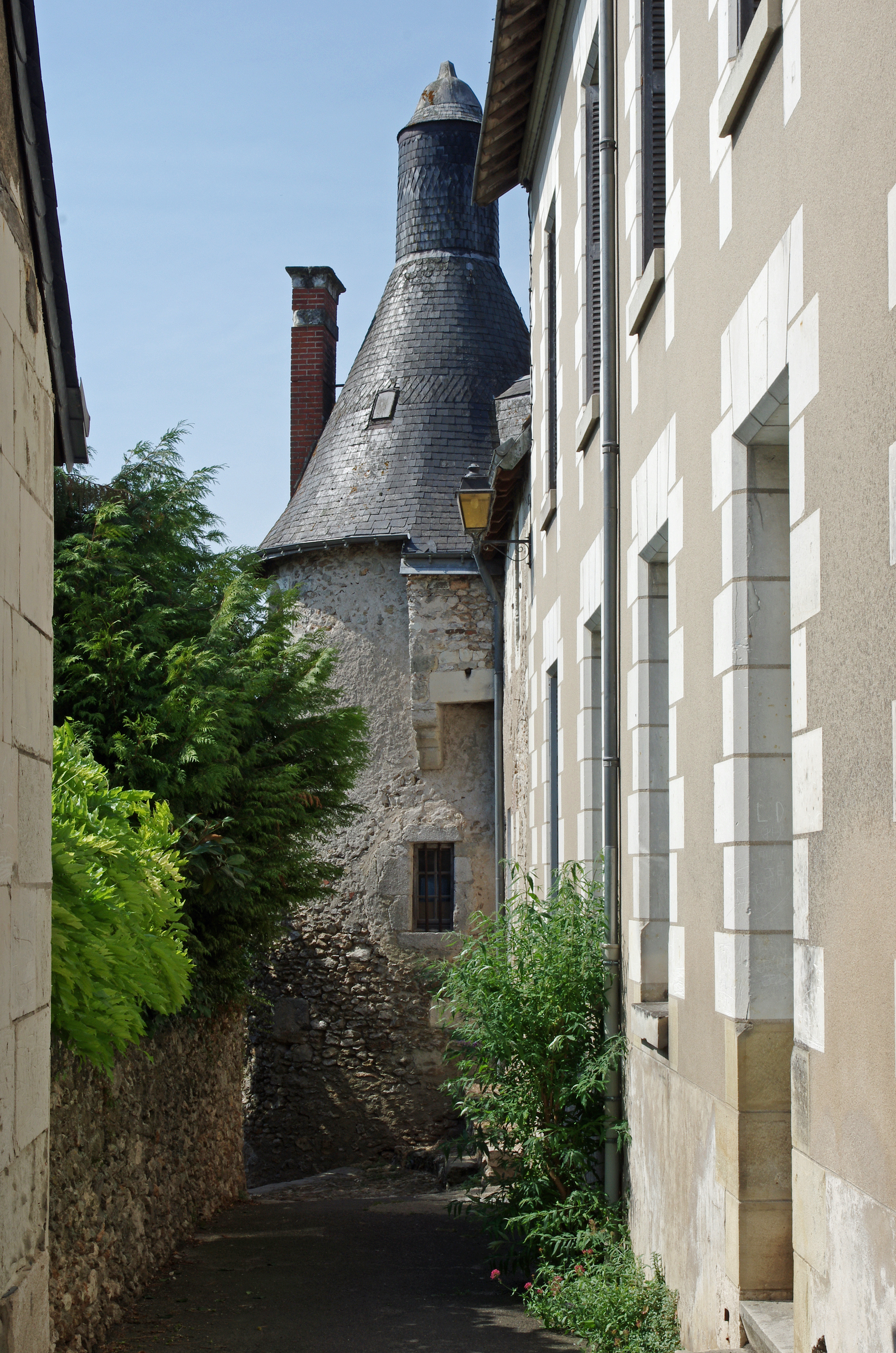
Tour du château et sa bretèche.
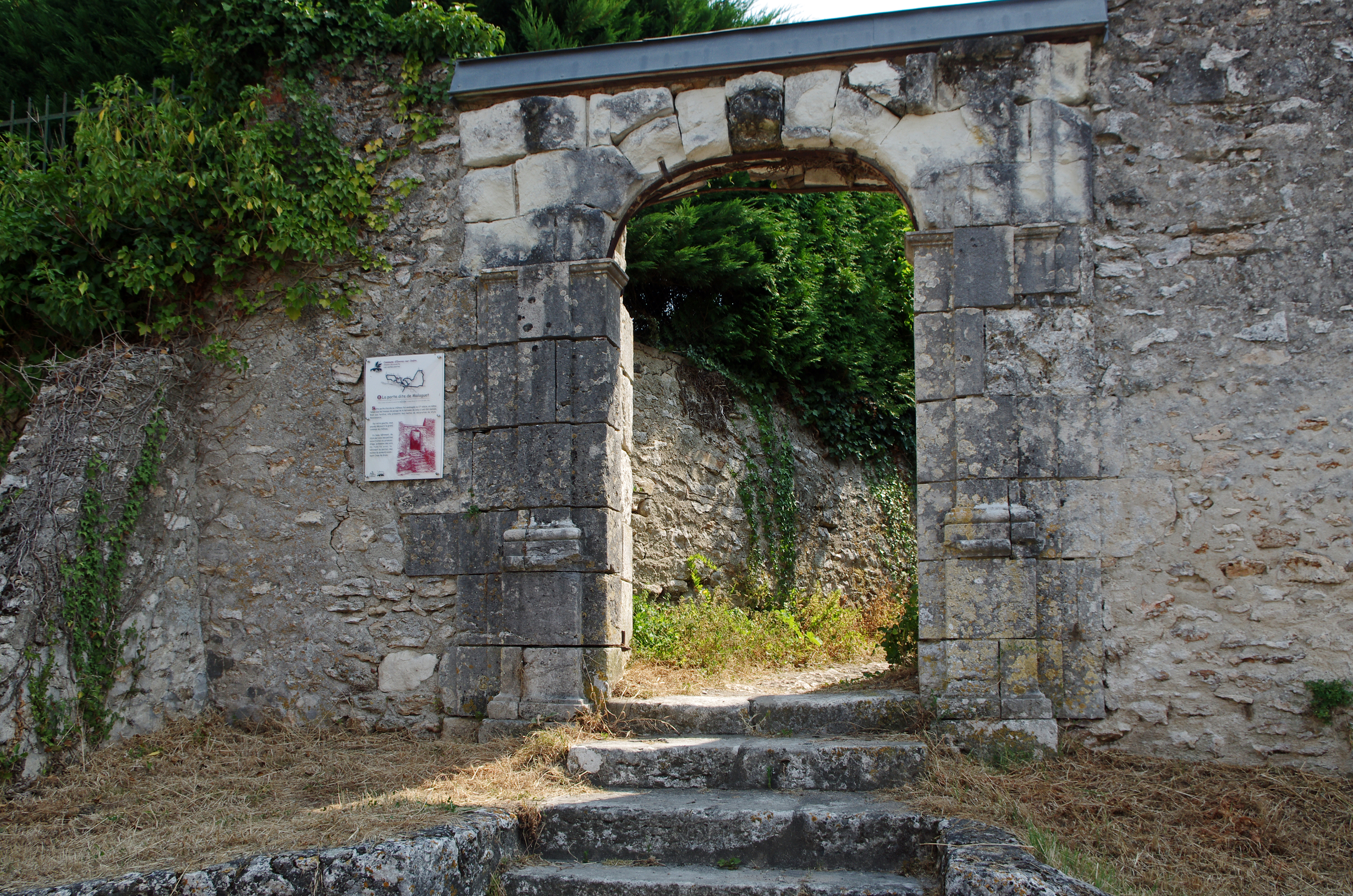
Porte Renaissance vue de l'extérieur.
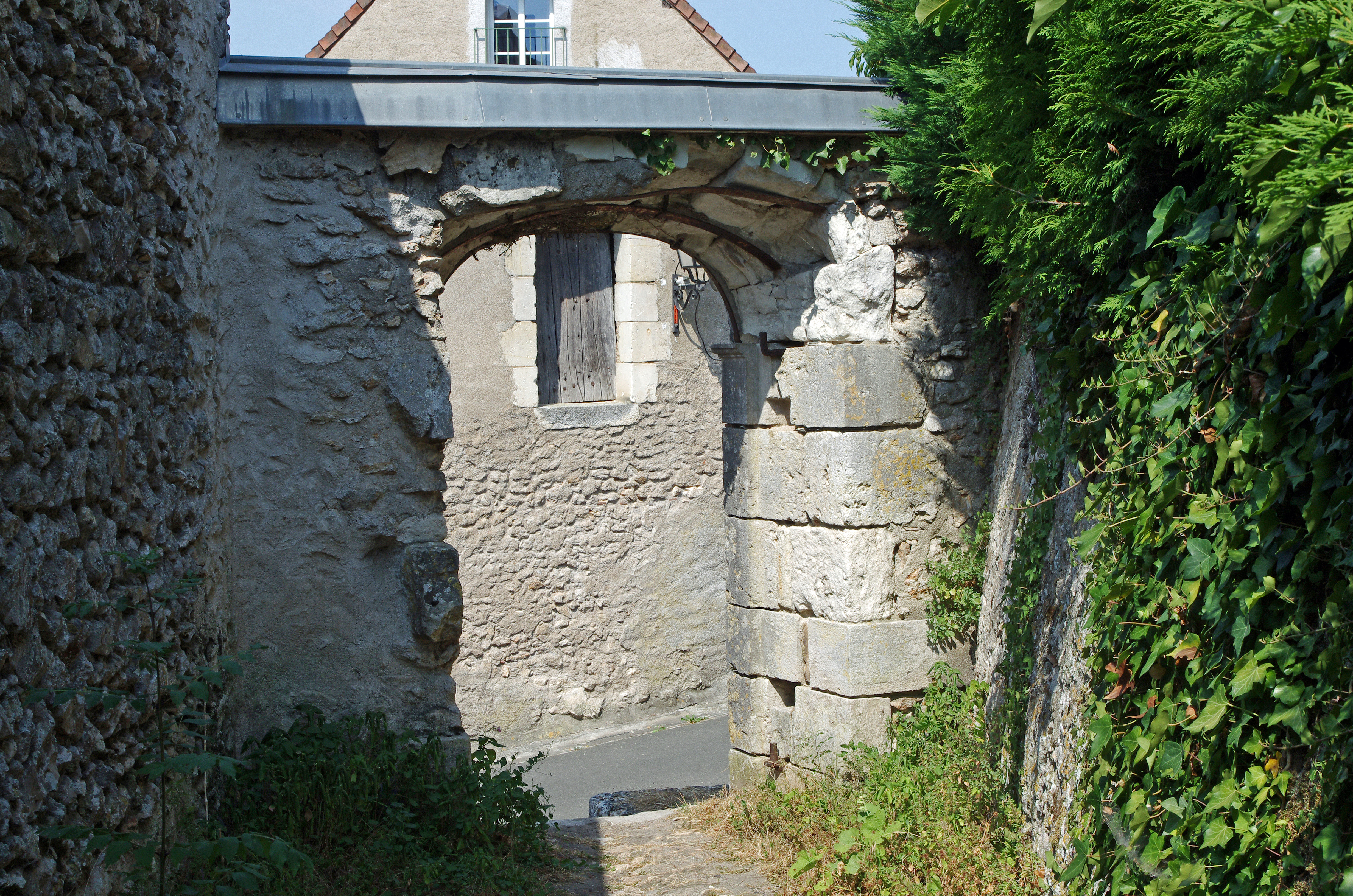
Porte Renaissance vue de l'intérieur.
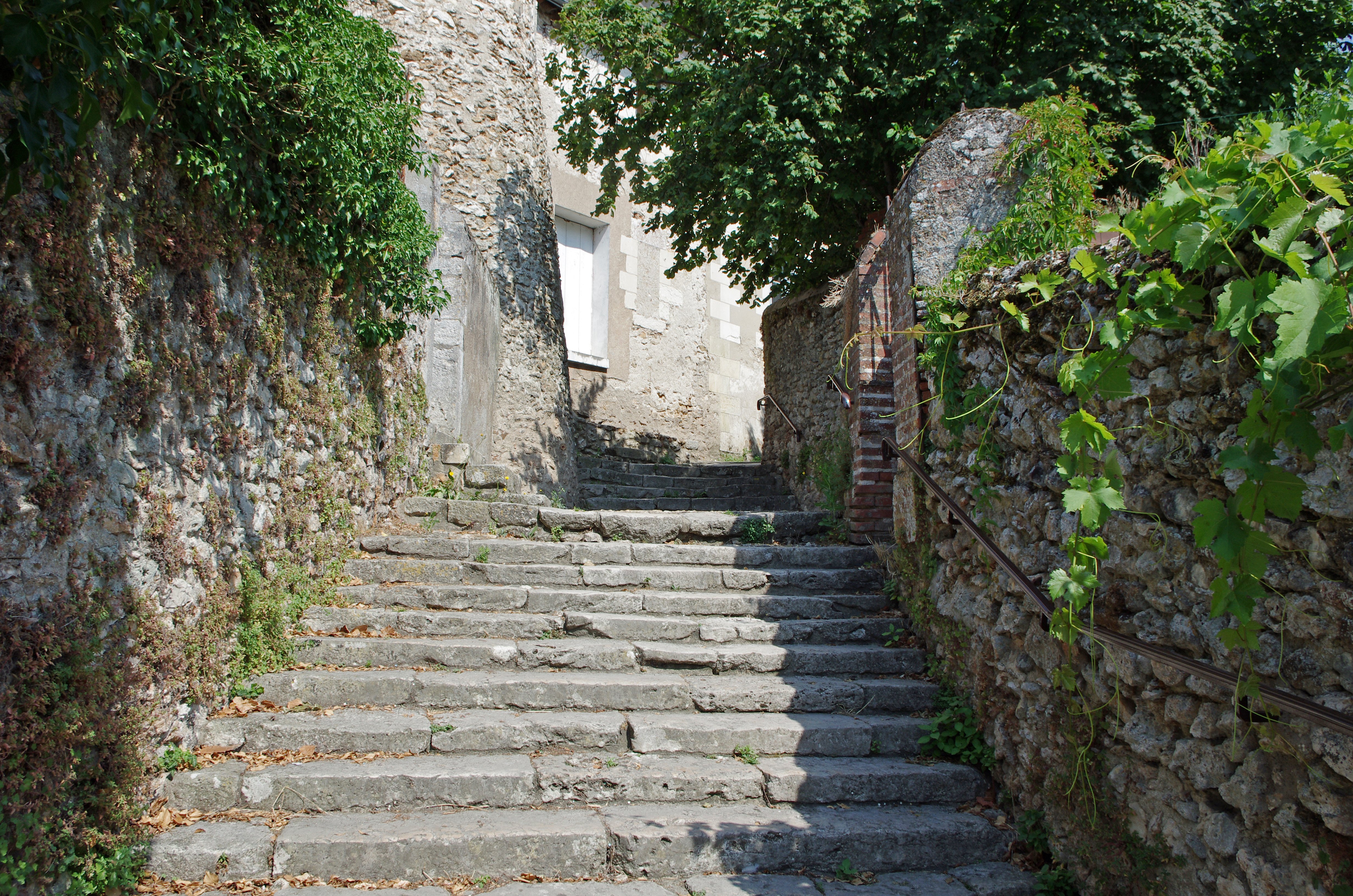
Escalier longeant le château.